# أناتولي هيرزفيلد
أناتولي هيرزفيلد (بالألمانية: Anatol Herzfeld) هو نحات ألماني، ولد في 21 يناير 1931 في تشيرنياخوفسك في روسيا، وتوفي في 10 مايو 2019 في مويرس في ألمانيا.

## معرض صور

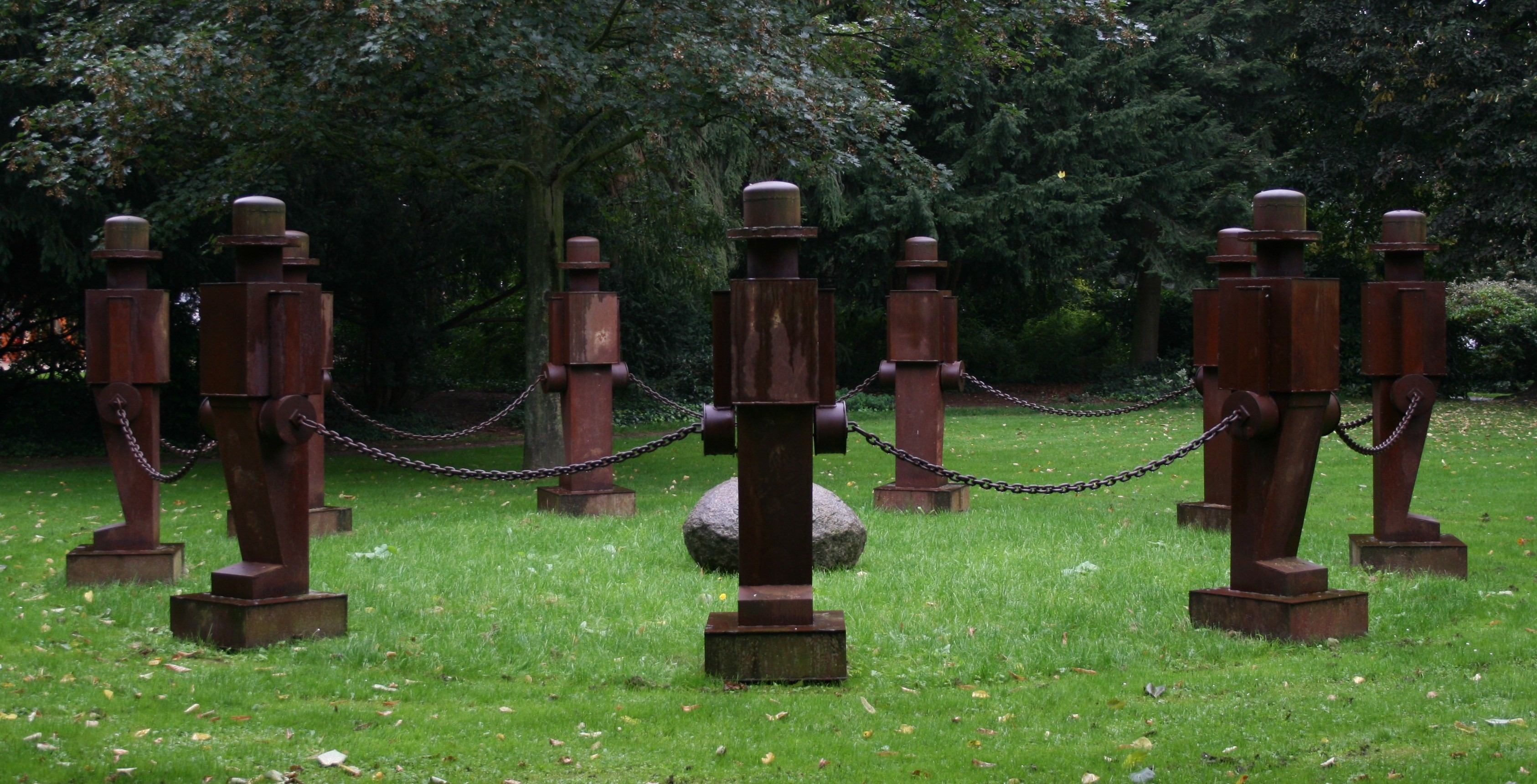
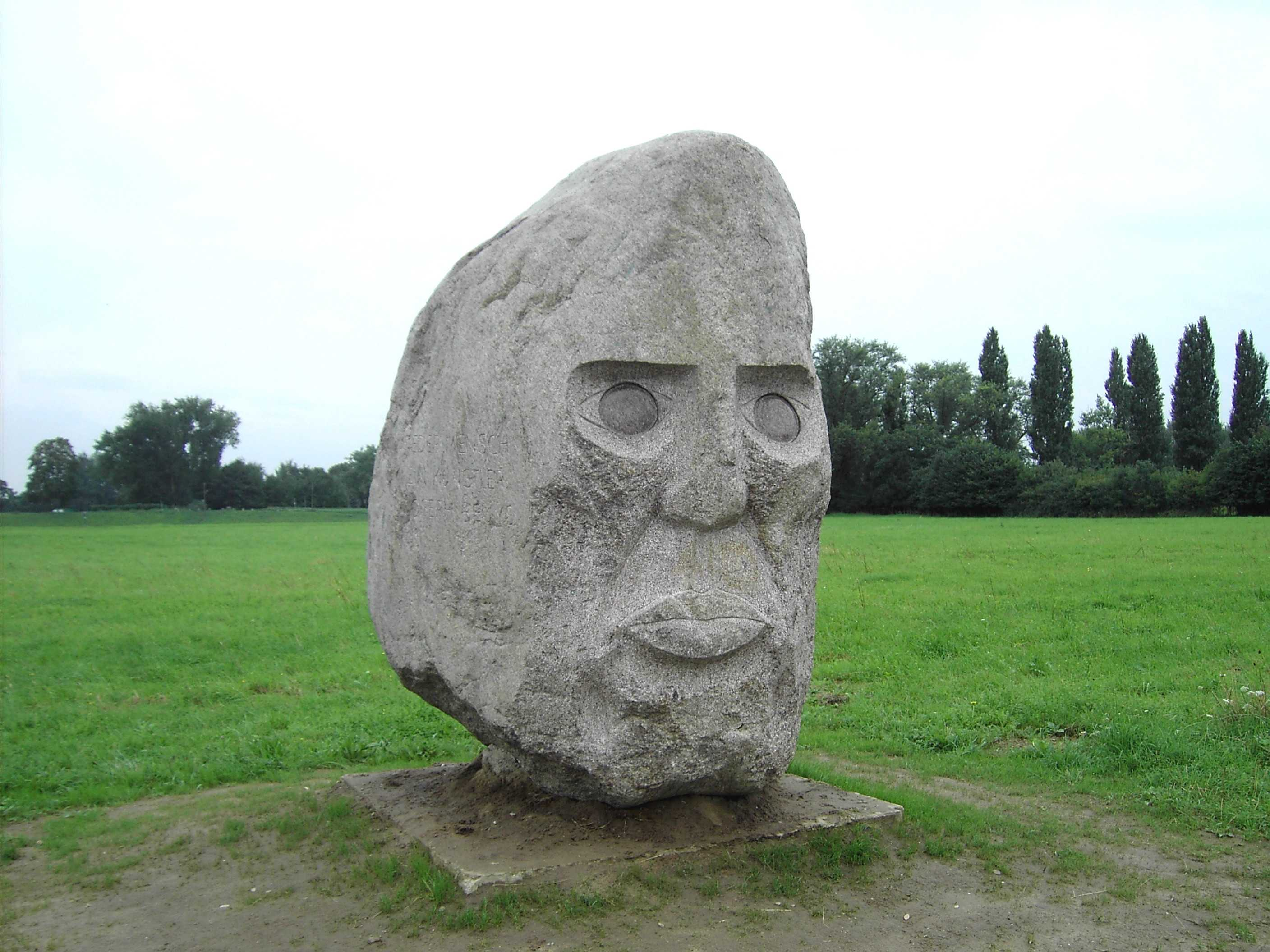
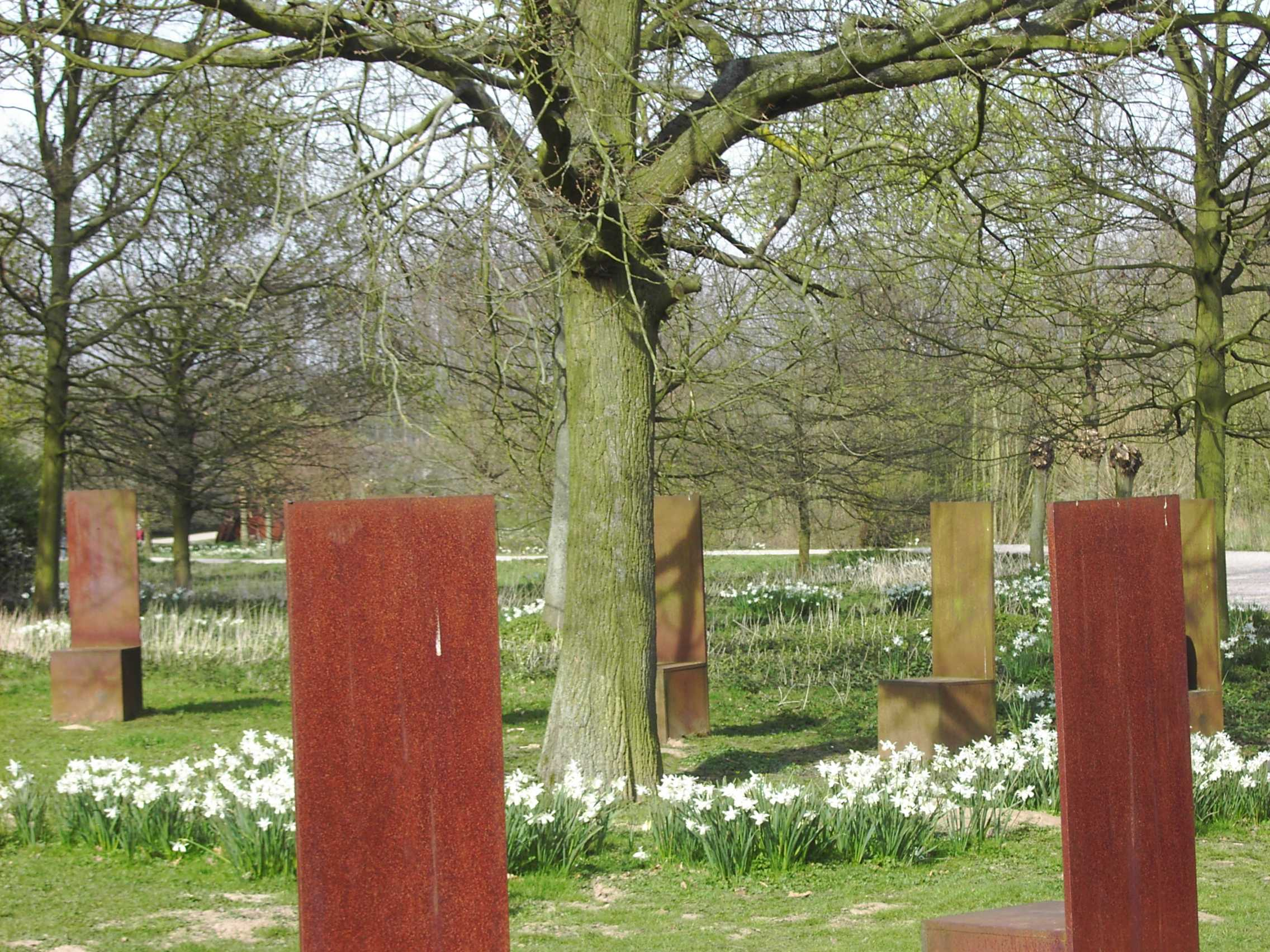
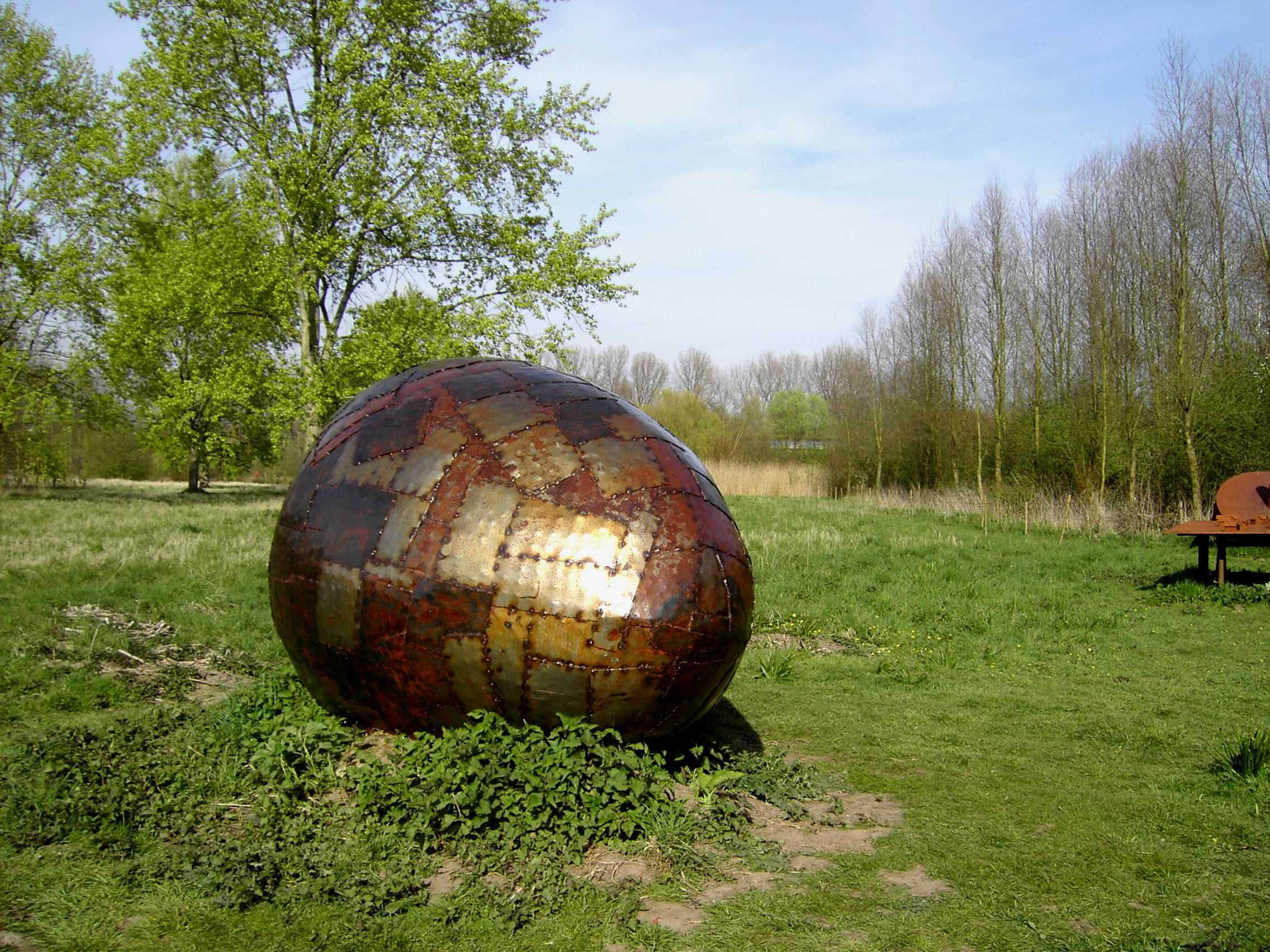
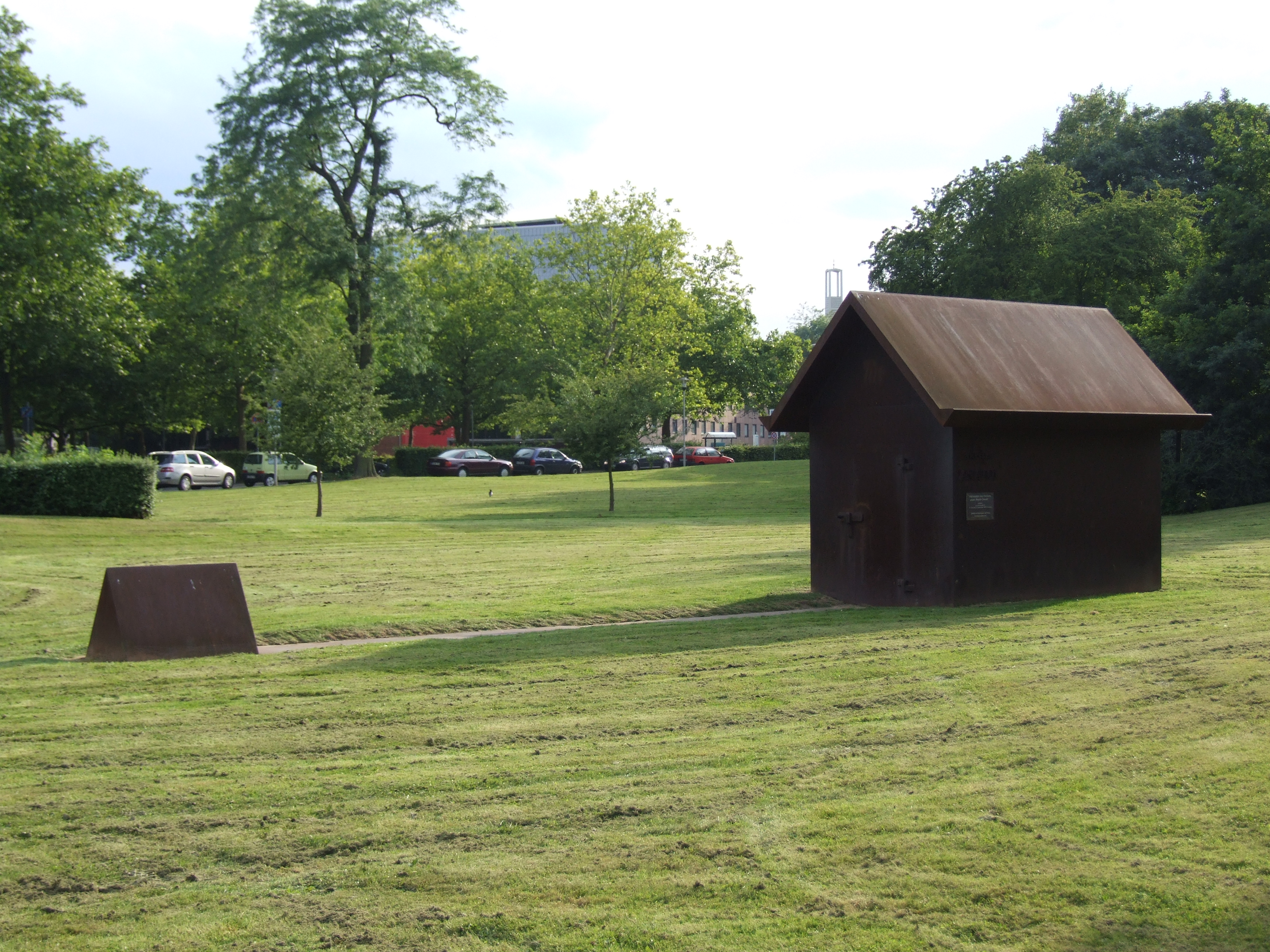
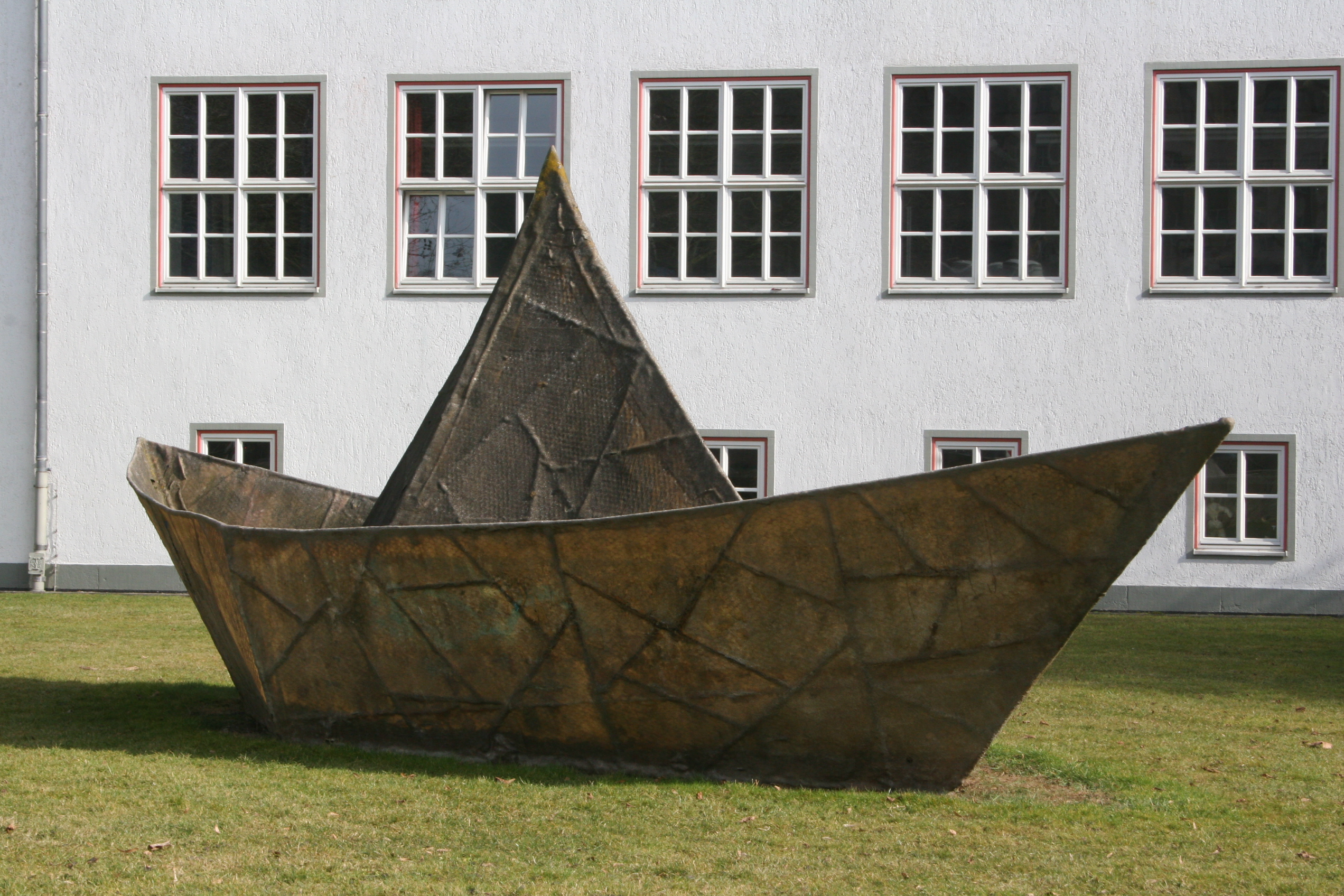

## وصلات خارجية
- أناتولي هيرزفيلد على موقع مونزينجر (الألمانية)
- أناتولي هيرزفيلد على موقع ديسكوغز (الإنجليزية)